# Culture de Kintampo
Pour les articles homonymes, voir Kintampo (homonymie).

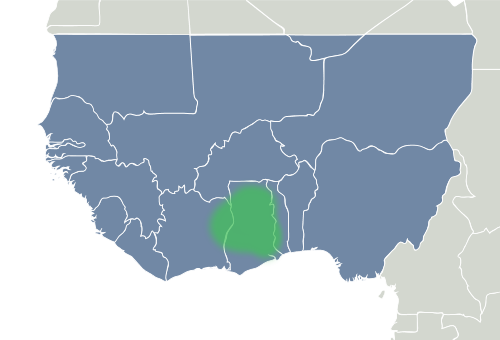
Étendue de la culture de Kintampo, au Ghana

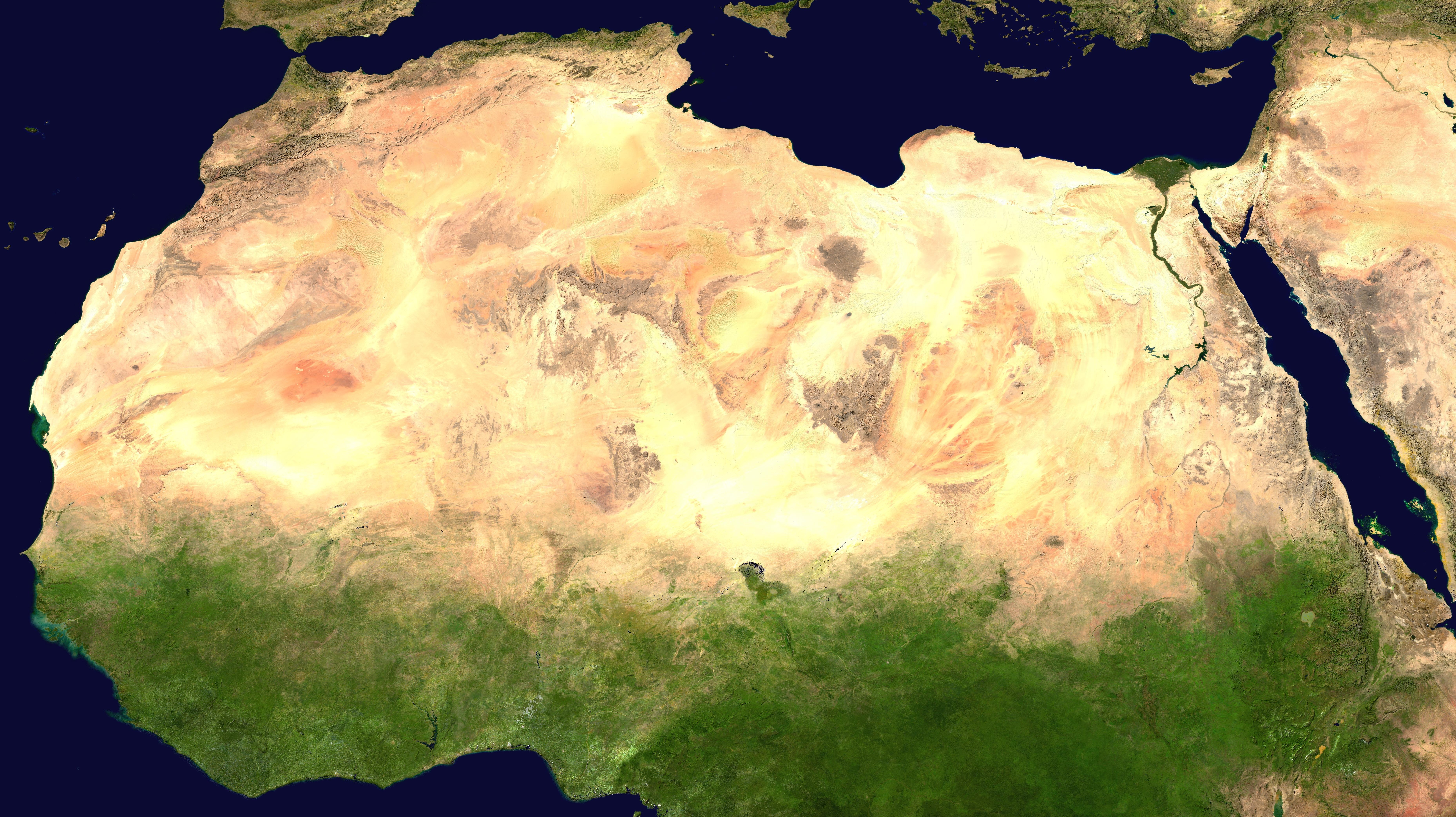
Une image satellite de l'Afrique du Nord et de l'étendue moderne du Sahara

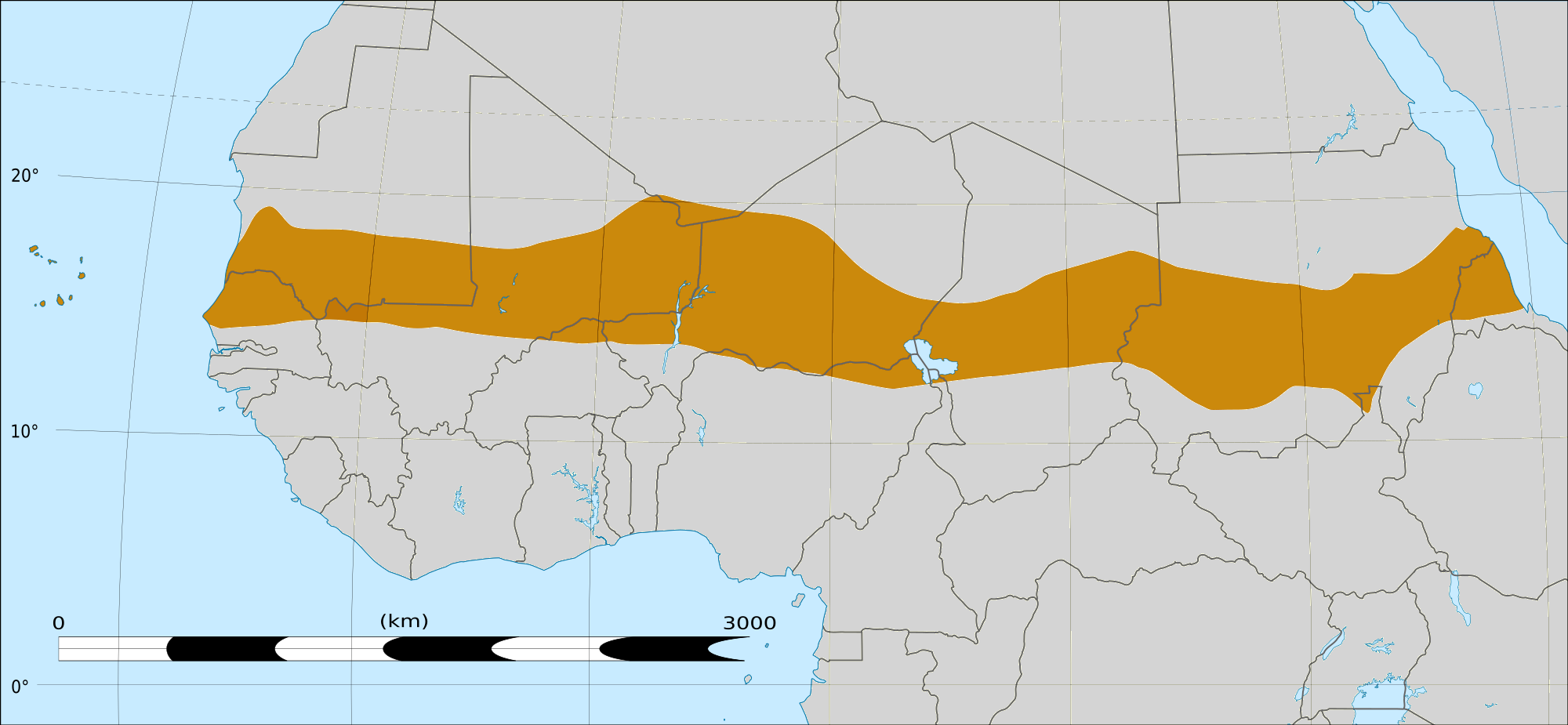
Le Sahel, qui signifie rivage en arabe, est une zone de transition entre le Sahara rude et inhospitalier, et les savanes et forêts humides et fertiles.

La culture de Kintampo est une culture archéologique du Néolithique qui a émergé entre 2500 et 1400 av. J.-C. dans une grande partie du Ghana et dans l'Est de la Côte d'Ivoire. Elle a été dénommée d'après le site de Kintampo, situé dans la région de Bono Est, au Ghana. Cette culture montre l'abandon du mode de vie nomade des chasseurs-cueilleurs et l'adoption d'un mode de vie sédentaire dans des villages agricoles. Des statuettes en terre cuite d'humains et d'animaux évoquent la pratique du pastoralisme et de l'horticulture. Les archéologues ont aussi trouvé des perles, des bracelets et des figurines en pierre polie. Certaines maisons avaient des fondations en pierre. La présence de bifaces rappelle toutefois le Paléolithique.

## Terminologie
Les auteurs anglophones préfèrent parfois le terme complexe au terme culture dans les cas où les sites représentatifs d'une culture archéologique montrent une certaine hétérogénéité. Dans cette acception, le mot culture impliquerait que chaque site visé utilisait les mêmes techniques pour créer les mêmes types d'outils et d'objets, avait les mêmes croyances et coutumes, etc. Or, les habitants de la région de Kintampo différaient significativement d'un village à l'autre. Le mot complexe décrirait un ensemble partageant de nombreux traits, mais avec des différences notables. Cette distinction n'est toutefois pas en usage en français.

## Origine
Les vestiges des premières productions agricoles et de communautés établies sous forme de village remontent à 1600 avant J.-C., marquant une importante transition socio-économique des sociétés de chasseur-cueilleur.
On ne sait dire à ce jour si les techniques agricoles de Kintampo ont été apportées par des populations venues du Nord, ou si elles ont été adoptées par des populations locales par transmission culturelle. Dans cette seconde hypothèse, des chasseurs-cueilleurs Punpun, qui vivaient depuis longtemps dans la région, seraient passés progressivement à l'agriculture. Il semble que les deux modes de vie aient coexisté pendant un certain temps à cette époque dans la région, ce qui tendraient à appuyer cette dernière hypothèse.

## Sites
Les archéologues ont identifié et étudié une quarantaine de sites rattachés à la culture de Kintampo dans trois types d'environnements différents, à l'intérieur et à proximité du Ghana.

### Savane du nord
- Birimi Ce site a été découvert en 1987 par François Kense. Il existe des traces de millet perlé cultivé[3].
- Tchoukoto
- Daboya Sur ce site, des morceaux de millet perlé calcinés ont été trouvés. On a également trouvé des restes structurels d'habitations, de la poterie brunie, des perles fabriquées à partir de divers matériaux, notamment du quartz et des coquillages.
- Lac Kpriri
- Réserve de gibier de taupe
- Ntereso Trouvé en 1952 par Oliver Davies, des contours d'habitations ont été fouillés depuis le début des années 1960, et des morceaux de matériaux de construction tels que de l'argile cuite et des poteaux de support en bois ont été trouvés. Des artefacts typiques d'une communauté de chasseurs-pêcheurs tels que des harpons et des hameçons ont été découverts ici. Des figurines d'argile en forme de lézards et de bovidés ont également été découvertes[4],[3]. Il existe également des preuves de la pratique de l'élevage.
- Des râpes de Tamale Stone ont été trouvées[5].
- Tolundipe

### Savane boisée centrale
Presque tous les sites archéologiques qui ont été détectés ou fouillés dans cette région se trouvent près de la ville moderne de Nkoranza et Techiman.
- Amuowi
- Banda
- Bonoase Les contours des cabanes et des fondations en pierre ont été fouillés.
- Colline de Boyase Sur cette colline, qui a un rayon d'environ 250 mètres, des haches en pierre polie, des anneaux de bras en pierre et des pointes de projectiles ont été trouvés. Plus curieusement, une figurine de chien en argile est découverte[3].
- Fiakwase
- Kintampo Fouillé pour la première fois en 1966, on y trouve des preuves d'élevage, ainsi que des restes de moutons, de bovins, de chèvres et de grands mammifères tels que les éléphants et les hippopotames[3],[7].
- Jema
- Mumute Les contours des habitations et des fondations en pierre ont été fouillés.

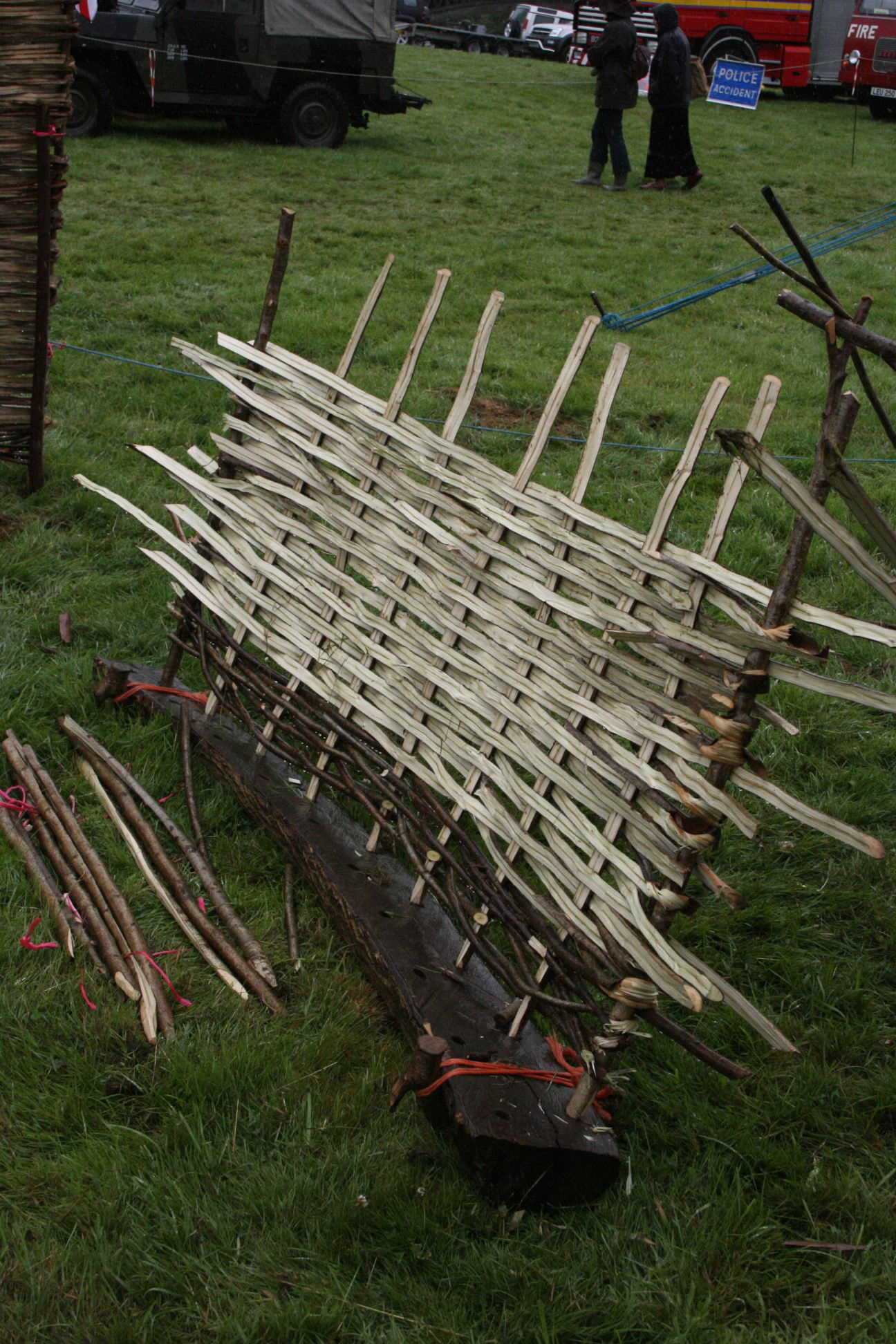
Un panneau de torchis en cours de fabrication. Cet ancien matériau de construction est fabriqué en tressant de la paille ou des roseaux dans une feuille rigide (l'acacia). L'étape suivante consiste à recouvrir la feuille de torchis, un composé généralement fabriqué à partir d'argile et de fumier animal pour fortifier l'acacia. Le résultat est une structure solide qui ressemble beaucoup à un mur. Les peuples de Kintampo l'utilisaient comme technique de construction principale.

- Nyamogo
- Pumpuano
- Wenchi

### Forêt du sud
- Boyasi Les contours des habitations et des fondations en pierre ont été fouillés. De grosses pierres de granit avec des signes d'usure importants ont été trouvées à la périphérie du village qui ont été utilisées pour polir les outils et les décorations en pierre.
- Buoho
- Buruburo
- Christian Village Situé près de la côte atlantique près d'Accra moderne, des cylindres d'argile ont été trouvés sur le site qui sont des vestiges d'anciennes habitations.
- Mampongtin
- Nkobine
- Nkukoa Buoho Ce site, situé près de Boyasi, semble être un trésor d'artefacts et de fonctionnalités pour les chercheurs. Des râpes, des poteries et des outils en pierre ont été trouvés en grand nombre.
- Somanya
- Wiwi

## Habitat
Les habitants de Kintampo vivaient dans des villages composés de structures rectangulaires fabriquées à partir de techniques de construction en torchis. Certaines maisons utilisaient de la terre glaise, d'autres de l'argile, et beaucoup étaient soutenues par des poteaux en bois. Certaines avaient des fondations de pierres comme le granit et la latérite.
De nombreux villages étaient situés le long de la Volta Blanche, qui traverse le Ghana du nord au sud avant de se jeter dans l'Atlantique. Les abris sous roche servaient aussi d'habitations, surtout au sud, près de la côte atlantique. On les trouve dans le sud-ouest du Ghana et le sud-est de la Côte d'Ivoire.

## Mode de subsistance

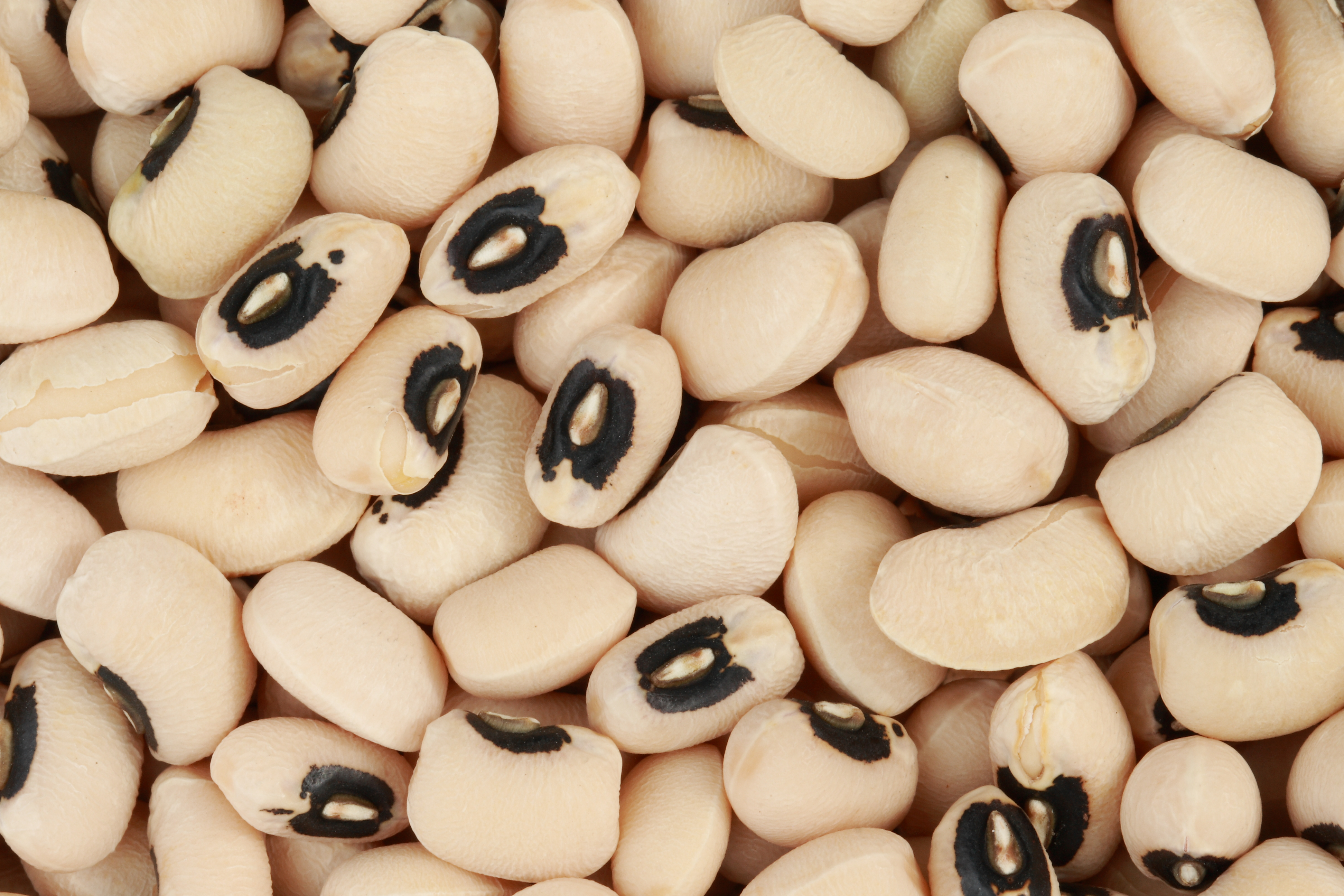
Le niébé, également connu sous le nom de pois aux yeux noirs

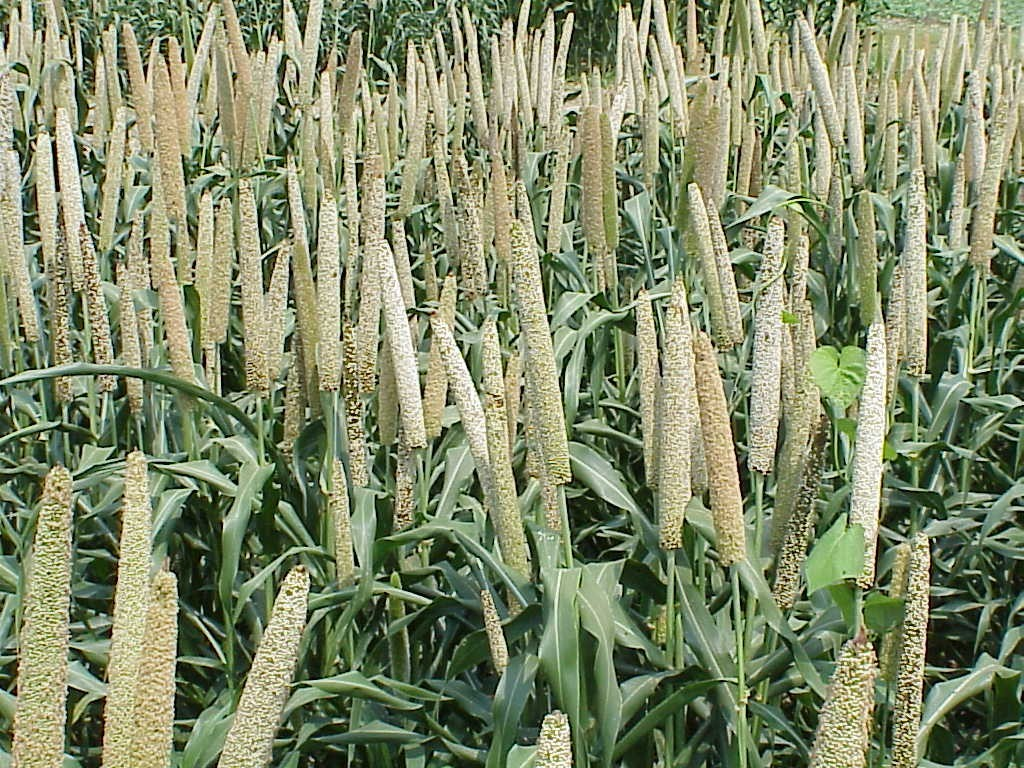
Le millet perlé, la variété la plus courante de millet

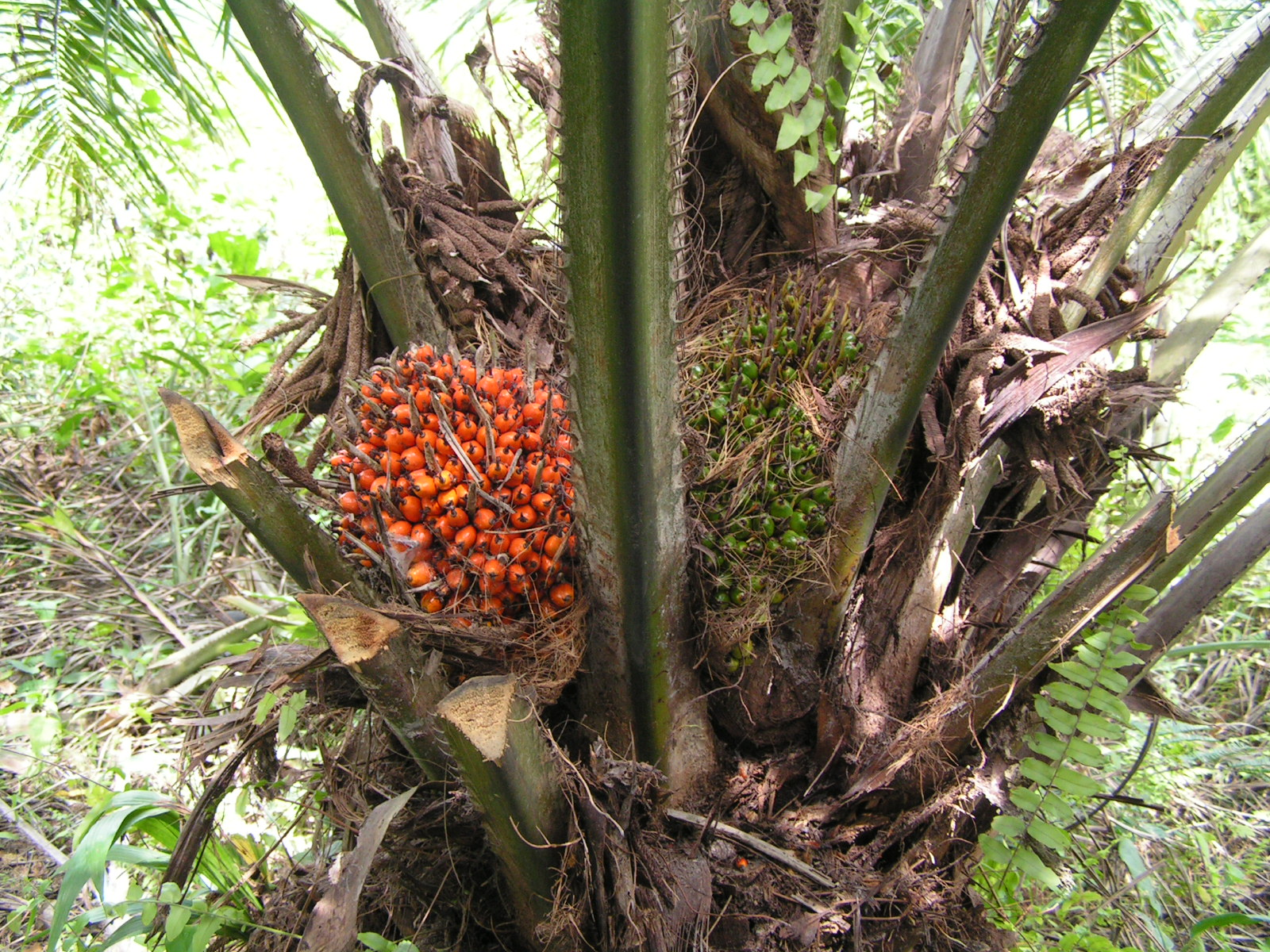
Le fruit du palmier à huile africain

Le site de Kintampo est étudié par les archéologues qui souhaitent savoir comment les populations ont basculé de la chasse et la cueillette vers l'agriculture comme moyen de se nourrir. Kintampo est en effet vu comme un site de transition. Ses habitants ont tiré parti des plantes indigènes de la région et, bien que techniquement ils ne cultivaient pas, ils ont influencé l'évolution des plantes.
Le mil à chandelle est une culture bien adaptée aux climats chauds et on pense qu'elle a été domestiquée dans la région. Les habitants de Kintampo l'ont peut-être sélectionné pour qu'il murisse plus rapidement, afin d'obtenir une récolte plus rapide. Ses restes calcinés ont été collectés à Kintampo. Cette plante pouvait être stockée après la récolte pour être consommée ultérieurement. Il existe des traces d'échange de biens alimentaires avec l'extérieur. Du mil a par exemple été trouvé avec des perles de coquillage qui auraient été importées de l'océan.
Un autre aliment de base important pour les personnes qui se sont installées à Kintampo est le palmier à huile. Le palmier à huile est utilisé à Kintampo depuis au moins 4 000 ans. Plante très utile à bien des égards, elle sert de source de boisson, de nourriture et de matériau de construction. Elle pousse dans la région en raison de sa préférence pour un climat chaud constant et de fortes précipitations. En tant qu'aliment, l'huile peut être extraite du mésocarpe qui recouvre la plante, et du noyau qui est également comestible par lui-même. C'est une excellente source de vitamine A, qui aurait aidé à soutenir une population nombreuse. On suppose que les techniques de poterie ont été améliorées afin que la noix du palmier à huile puisse être davantage cuite.
Le niébé, l'arbre à encens, le micocoulier, l'igname et le sorgho sont également connus pour avoir été cultivés. Les graminées n'ont probablement pas été récoltées aussi souvent, car le climat rend difficile la croissance des graminées.
Les habitants de Kintampo élevaient également du bétail. Des restes de chèvres, moutons et bovins ont été trouvés. Des animaux sauvages tels que les varans, les escargots, les pintades, les singes vervets, les babouins, les tortues, les antilopes royales, les céphalophes, les cricetomys et les aulacodes étaient chassés comme gibier.

## Artéfacts

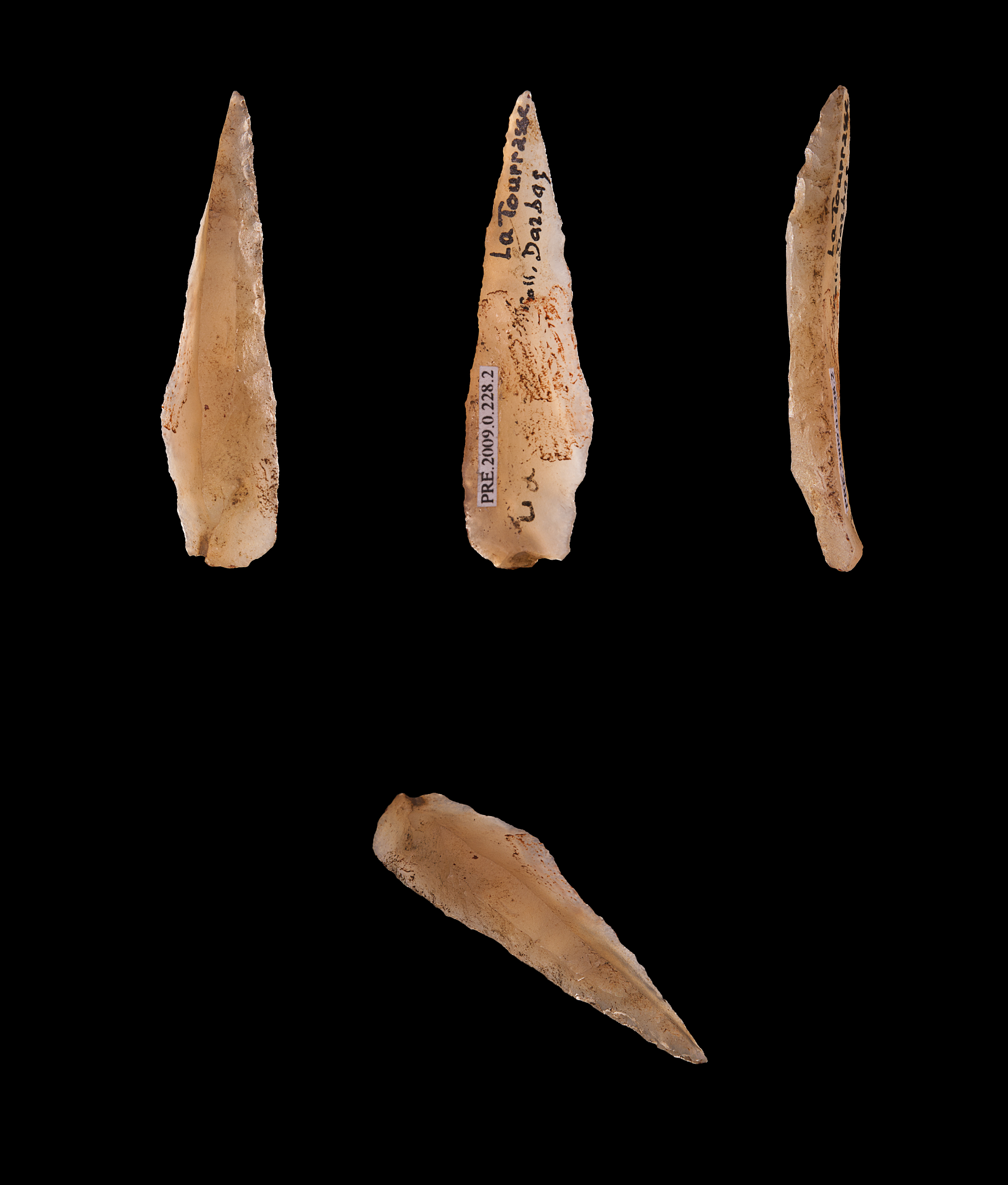
Un exemple de pointe de projectile microlithe, un très petit outil en pierre. La forme de celui-ci est similaire à celles qui ont été découvertes sur les sites de Kintampo.

De nombreux types d'outils ont été trouvés à Kintampo, notamment des haches polies fabriquées à partir de schiste calco-chloritique, de nombreux types et tailles de meules, de petites pointes de projectiles en quartz microlithique, de formes et de styles variés, et des celtes en pierre. Quelques harpons ont été trouvés, mais ceux-ci sont rares.
La technique de taille par pression qu'ils utilisaient est bien connue des spécialistes de la technologie lithique. L'outil à façonner est placé sur une surface dure et plane comme un gros rocher, une buche ou un tronc, puis frappé par le haut, forçant les éclats à se séparer du matériau par le dessous. Cette utilisation d'une enclume de est typique de la percussion bipolaire.
On s'interroge sur l'utilisation d'un certain nombre de petits objets en pierre et en céramique en forme de cigare et de râpe. Ils sont considérés comme des outils pour créer de la poterie, dont les bols et les bocaux semblent être les plus courants. Les bocaux allaient de 12 à 44 cm de diamètre. Les bols étaient légèrement plus petits en moyenne, allant de 10 à 30 cm. Plusieurs fois, ces pots étaient décorés d'un motif en forme de peigne ou de râteau. Ceux-ci étaient probablement utilisés non seulement pour le stockage de la nourriture et de l'eau, mais aussi pour faire bouillir et fabriquer des sauces. La poterie semble avoir été cuite dans une fosse, typique des premières pratiques céramiques.
Des morceaux d'une substance connue sous le nom de daga ont été trouvés avec les artéfacts en pierre. Les daga sont des morceaux de céramique qui ont été visiblement marqués par des bâtons ou d'autres outils en forme de poteau. Quelque peu courantes sur les sites de Kintampo, elles sont censées représenter l'occupation dans les habitations.
La culture de Kintampo est connue pour avoir donné les premiers exemples connus d'art figuratif et d'objets d'ornement personnels en Afrique de l'Ouest. Des brassards en pierre qui auraient été portés comme décoration ont été trouvés sur plusieurs sites de Kintampo. Sur les sites de la colline de Boyase et de Ntersero, des figurines en argile d'animaux comme des chiens, des lézards et des vaches ont été trouvées, bien que leur signification ne soit pas comprise.

## Postérité
Les abris sous roche de Kintampo semblent avoir été abandonnés au deuxième siècle avant notre ère, puis au début du premier millénaire de notre ère, la métallurgie du fer est devenue la technologie dominante de la région.
La région est la patrie du peuple Bono, qui a fondé l'État Bono au XIe siècle. C'est un grand royaume qui utilisait des armes à feu qui leur étaient échangées par les Européens pour conquérir efficacement les territoires voisins. Les Bono ont réduit en esclavage leurs ennemis et prisonniers de guerre du nord et de la côte, et ont réalisé un profit en les vendant dans le cadre de la traite transatlantique des esclaves,. Les marchands de l'ouest du Soudan, principalement actifs dans le commerce de l'or, ont également contribué à la croissance de l'État de Bono.